# Matthew G. Taylor
Matthew G. Taylor es un actor canadiense. Es más conocido por interpretar a Nemesis en Resident Evil: apocalipsis. Taylor ha sido parte de la industria del cine y de la televisión desde 1998. Se crio en un suburbio de Toronto y asistió a la universidad en Hamilton, Ontario, graduándose en 1994. Taylor es un exagente de policía y a menudo ha sido capaz de utilizar sus experiencias en la fuerza cuando interpretaba. Taylor estudió artes marciales desde hace muchos años.
Taylor también ha aparecido en 
- Exit Wounds
- Mutant X
- Lucky Number Slevin
- Cinderella Man
- Gothika
- Queer as Folk